# Dipoena venusta
Dipoena venusta là một loài nhện trong họ Theridiidae.
Loài này thuộc chi Dipoena. Dipoena venusta được Arthur Merton Chickering miêu tả năm 1948.